# Анаксо
Ана́ксо (др.-греч. Ἀναξώ)  — персонаж греческой мифологии.
Дочь тиринфского царя Алкея и Астидамии, сестра Амфитриона. Вышла замуж за своего дядю Электриона, брата Алкея, и родила ему дочь Алкмену (мать Геракла) и восемь сыновей. Все её сыновья погибли, пытаясь отбить у телебоев похищенные теми стада Электриона